# Fruupp
Fruupp fou un grup de rock progressiu procedent de Belfast (Irlanda del Nord) formada el 1971 per Vince McCusker, Stephen Houston, Martin Foye i Peter Farrelly, influïts per Genesis i King Crimson. El nom prové d'un esperit follet típic d'Irlanda del Nord.
Publicaren quatre àlbums d'estudi. Stephen Houston va deixar el grup el gener de 1975 i esdevingué un predicador cristià. Fou substituït per John Mason, qui havia escoltat el darrer àlbum Modern Masquerades, produït per Ian MacDonald, fundador i multi-instrumentista de King Crimson, qui també hi tocava el saxo. Van fer de teloners en els gires de Genesis i Queen de 1974. Es disgregaren poc després, en 1976.

## Membres
- Vince McCusker - guitarra, veu (va néixer el 3 d'octubre de 1949 a Maghera, Comtat de Londonderry, Irlanda del Nord)
- Stephen Houston - teclats, oboè, veus (1971 - gener de 1975) (nascut el 18 de juliol de 1953 a Dublín, República d'Irlanda)
- Peter Farrelly - Baix, Guitarra, veu principal (nascut el 4 de gener de 1949 a Belfast)
- Martin Foye - bateria, percussió (nascut el 13 de maig de 1951 a Dungannon, comtat de Tyrone, Irlanda del Nord)
- Miles McKee (a finals de 1969 a 1971?) (nascut a Maghera, Londonderry)
- John Mason - teclats, veus, efectes (gener 1975-desembre de 1976)

## Discografia
- "Future Legends" - (1973)
- "Live" - (1973)
- "Seven Secrets" - (1974)
- "The Prince Of Heaven's Eyes" - (1974)
- "Modern Masquerades" - (1975)